# Hermann Gunßer
Hermann Gunßer (né le 26 septembre 1871 à Crailsheim et mort le 28 octobre 1934 à Schorndorf) est aubergiste et député du Reichstag.

## Biographie
Gunßer étudie à l'école élémentaire et latine de Crailsheim. Il apprend à être serveur et exerce cette profession à Stuttgart, Paris, Londres, Brême et en 1899, il se lance en affaires à Schorndorf. De 1893 à 1895, il sert dans le 123e régiment de grenadiers (de) à Ulm. À partir de 1907, il est conseiller et membre de l'assemblée officielle du district de Schorndorf.
De 1912 à 1918, il est député du Reichstag pour la 10e circonscription du royaume de Wurtemberg (Gmünd (de), Göppingen (de), Welzheim, Schorndorf (de)) avec le Parti populaire progressiste.